# Ліга Гаушу
Ліга Гаушу (порт.-браз. Campeonato Gaúcho de Futebol) — чемпіонат штату Ріу-Гранді-ду-Сул (Бразилія) з футболу. Ліга Гаушу проводиться під егідою Федерації Гаушу з футболу (ФГФ) (порт.-браз. Federação Gaúcha de Futebol).
Ліга Гаушу по силі в Бразилії згідно з рейтингом КБФ поступається лише Лізі Пауліста і Лізі Каріока та входить в елітарну четвірку ліг Бразилії (разом з Лігою Мінейро).
Протягом всієї історії в Лізі виділилися два яскраво-виражених  лідери: «Інтернасьонал» і «Греміо».
У 1919—1929 роках в штаті проводилися аматорські напівофіційні чемпіонати. Їх результати, втім, все-одно враховуються серед досягнень клубів, що ставали чемпіонами.
Офіційні чемпіонати стали проводитися з 1930 року.
З 1942 року в штаті стали проводитися змагання серед професійних клубів. З цього моменту починається тотальне домінування двох титанів з Порту-Алегрі — «Інтера» і «Греміо».

## Значення слова Гаушу
Слово «Гаушу» означає приналежність до штату Ріу-Гранді-ду-Сул. Цим словом в Бразилії позначають все, що вироблено в цьому штаті (прикметник), а також людей — вихідців з цього штату (іменник). Найяскравіші приклади — півзахисник «Греміо», «Фламенго» і збірної Бразилії в 1980-та роки Ренату Гаушу, а також півзахисник «Греміо», ПСЖ, «Барселони», «Мілана» і збірної Бразилії в 1990-2000-ті роки Роналдіньо Гаушу.

## Чемпіони
| - 1919 — Греміо Бразіл - 1920 — Гуарані (Баже) - 1921 — Греміо - 1922 — Греміо - 1925 — Греміо Баже - 1926 — Греміо - 1927 — Інтернасьонал - 1928 — Амерікано (ПА) - 1929 — Крузейро (ПА) - 1930 — СК Пелотас - 1931 — Греміо - 1932 — Греміо - 1933 — Сан-Паулу (Ріу-Гранді) - 1934 — Інтернасьонал - 1935 — Греміо Фарропілья - 1936 — СК Ріу-Гранді - 1937 — Греміо Сантаненсе - 1938 — Гуарані (Баже) - 1939 — Ріогранденсе - 1940 — Інтернасьонал - 1941 — Інтернасьонал - 1942 — Інтернасьонал - 1943 — Інтернасьонал - 1944 — Інтернасьонал - 1945 — Інтернасьонал - 1946 — Греміо - 1947 — Інтернасьонал - 1948 — Інтернасьонал - 1949 — Греміо - 1950 — Інтернасьонал | - 1951 — Інтернасьонал - 1952 — Інтернасьонал - 1953 — Інтернасьонал - 1954 — Реннер (ПА) - 1955 — Інтернасьонал - 1956 — Греміо - 1957 — Греміо - 1958 — Греміо - 1959 — Греміо - 1960 — Греміо - 1961 — Інтернасьонал - 1962 — Греміо - 1963 — Греміо - 1964 — Греміо - 1965 — Греміо - 1966 — Греміо - 1967 — Греміо - 1968 — Греміо - 1969 — Інтернасьонал - 1970 — Інтернасьонал - 1971 — Інтернасьонал - 1972 — Інтернасьонал - 1973 — Інтернасьонал - 1974 — Інтернасьонал - 1975 — Інтернасьонал - 1976 — Інтернасьонал - 1977 — Греміо - 1978 — Інтернасьонал - 1979 — Греміо - 1980 — Греміо | - 1981 — Інтернасьонал - 1982 — Інтернасьонал - 1983 — Інтернасьонал - 1984 — Інтернасьонал - 1985 — Греміо - 1986 — Греміо - 1987 — Греміо - 1988 — Греміо - 1989 — Греміо - 1990 — Греміо - 1991 — Інтернасьонал - 1992 — Інтернасьонал - 1993 — Греміо - 1994 — Інтернасьонал - 1995 — Греміо - 1996 — Греміо - 1997 — Інтернасьонал - 1998 — Жувентуде - 1999 — Греміо - 2000 — СЕР Кашіас - 2001 — Греміо - 2002 — Інтернасьонал - 2003 — Інтернасьонал - 2004 — Інтернасьонал - 2005 — Інтернасьонал - 2006 — Греміо - 2007 — Греміо - 2008 — Інтернасьонал - 2009 — Інтернасьонал - 2010 — Греміо | - 2011 — Інтернасьонал - 2012 — Інтернасьонал - 2013 — Інтернасьонал - 2014 — Інтернасьонал - 2015 — Інтернасьонал - 2016 — Інтернасьонал |

## Досягнення клубів
- Інтернасьонал (Порту-Алегрі) — 45
- Греміо (Порту-Алегрі) — 36
- Гуарані Баже (Баже) — 2
- СЕР Кашіас-ду-Сул — 1
- Жувентуде (Кашіас-ду-Сул) — 1
- Реннер (Порту-Алегрі) — 1
- Ріогранденсе (Ріу-Гранді) — 1
- Греміо Сантаненсе (Сантана-ду-Ливраменту) — 1
- СК Ріу-Гранді — 1
- Греміо Фарропілья (Пелотас) — 1
- Сан-Паулу (Ріу-Гранді) — 1
- СК Пелотас — 1
- Крузейро (ПА) — 1
- Амерікано (ПА) — 1
- Греміо Баже — 1
- Греміо Бразіл (Пелотас) — 1